# Santa Barbara (Iloilo)
Santa Barbara è una municipalità di terza classe delle Filippine, situata nella Provincia di Iloilo, nella Regione del Visayas Occidentale.
Santa Barbara è formata da 60 baranggay:
- Agusipan
- Agutayan
- Bagumbayan
- Balabag
- Balibagan Este
- Balibagan Oeste
- Ban-ag
- Bantay
- Barangay Zone I (Pob.)
- Barangay Zone II (Pob.)
- Barangay Zone III (Pob.)
- Barangay Zone IV (Pob.)
- Barangay Zone V (Pob.)
- Barangay Zone VI (Pob.)
- Barasan Este
- Barasan Oeste
- Binangkilan
- Bitaog-Taytay
- Bolong Este
- Bolong Oeste

- Buayahon
- Buyo
- Cabugao Norte
- Cabugao Sur
- Cadagmayan Norte
- Cadagmayan Sur
- Cafe
- Calaboa Este
- Calaboa Oeste
- Camambugan
- Canipayan
- Conaynay
- Daga
- Dalid
- Duyanduyan
- Gen. Martin T. Delgado
- Guno
- Inangayan
- Jibao-an
- Lacadon

- Lanag
- Lupa
- Magancina
- Malawog
- Mambuyo
- Manhayang
- Miraga-Guibuangan
- Nasugban
- Omambog
- Pal-Agon
- Pungsod
- San Sebastian
- Sangcate
- Tagsing
- Talanghauan
- Talongadian
- Tigtig
- Tuburan
- Tugas
- Tungay